# هلال السعيد
هلال السعد عبد العليم، وشهرته هلال السعيد من مواليد الإسماعيلية في 28 فبراير عام 1940, حاصل علي ليسانس آداب قسم صحافة من جامعة القاهرة، أسس مع رفيق عمره فتحي رزق جريدة القناة بالتعاون مع الراحل سامي عمارة والذي كان يشغل وقتها سكرتير تحرير جريدة المساء، وعمل هلال السعيد سكرتير تحرير جريدة القناة منذ بدايتها عام 1961 وحتي بداية السبعينيات وكان يشغل منصب المسئول الإعلامي بالمحافظة.
وقد التحق هلال السعيد للعمل بدار التعاون للطبع والنشر والتي كانت إصدراتها تتنوع بين السياسي والزراعي والفني، وتدرج في مواقع العمل الصحفي داخل الدار حتي شغل منصب مدير التحرير.

## رحلته مع الصحافة
كما التحق في بدايات السبعينيات للعمل بوكالة رويترز للأخبار لتغطية أخبار وأنشطة رئاسة الجمهورية حتي عام 1985، انتقل بعدها إلي الإمارات العربية المتحدة حيث عمل كنائب رئيس تحرير لجريدة الاتحاد الإماراتية كما كان المستشار الإعلامي لوزارة البترول الإماراتية، حتي كان عام 1990 فعاد هلال السعيد إلي معشوقته الإسماعيلية وابنته البكرية جريدة القناة كمستشار التحرير بالجريدة، وتركها أشهر قليلة ليعود رئيسا لتحريرها ليعيدها إلي الخط الذي بدأه مع رفاقه الراحلين، وأصبحت الجريدة بمثابة صوت شعب الإسماعيلية ونافذته لكبار المسئولين حتي أطلق عليها أنها الجريدة الإقليمية الوحيدة المعارضة في مصر، واستمر في عمله بجريدة القناة حتي عام 1995 حينما تقدم باستقالته الي قراء القناة علي صفحاتها وليس لمجلس إدارتها بعد سلسلة من المعارك التي خاضتها القناة في دفاعها عن حقوق شعب الإسماعيلية.
كما كانت عودته لموقعه كرئيس تحرير لدار التعاون بمثابة إحياء لهذة الدار مرة أخرى حيث قام بالعديد من الأصدارات، واسهم مع الكاتب الصحفي عماد الدين أديب في إصدار جريدة العالم اليوم التي تعد أول جريدة مصرية متخصصة في الشئون الأقتصادية.
تميز هلال السعيد في عمله الصحفي بالدقة الكبيرة في تناول الموضوعات والقدرة الهائلة علي جمع المعلومات وتوثيقها وهو الأمر الذي مكنه من تحقيق العديد من الأنجازات علي صعيد العمل الصحفي، حيث كان علي صلة بمراكز صنع القرار في مصر، فكان أول من كشف عن نية الرئيس الراحل أنور السادات بزيارة إسرائيل، كما حقق سبقا هائلا لوكالة رويترز حينما نشر خبر مقتل الرئيس السادات بعد حادث المنصة وقبل وصول جثمان الرئيس الي المستشفي.

### بعد نكسة يونيو 1967
اشترك هلال السعيد في كتائب المقاومة الشعبية ولم يغادر الإسماعيلية وحمل بطاقة المقاومة في 26 يونيو 1967 وساهم في اشراك العديد من شباب الإسماعيلية ونفذ عدد من العمليات مع رفيق عمره الراحل فتحي رزق وأحمد صديق وعيد فرغلي واخرين من أبناء الإسماعيلية المخلصين. وقد اصيب الراحل بمرض أقعده عن العمل في عام 1999 حتي وافته المنية في 18 فبراير 2007

## وصلات خارجية
- https://www.facebook.com/Helal.El.Saeed